# Wahlen zum Repräsentantenhaus der Vereinigten Staaten 1960
Bei den Wahlen zum Repräsentantenhaus der Vereinigten Staaten 1960 wurden am 8. November 1960 die Abgeordneten des Repräsentantenhauses gewählt. Die Wahlen waren Teil der allgemeinen Wahlen zum 87. Kongress der Vereinigten Staaten in jenem Jahr, bei denen auch ein Drittel der US-Senatoren gewählt wurden. Gleichzeitig fand auch die Präsidentschaftswahl des Jahres 1960 statt, die der Demokrat John F. Kennedy gewann.
Zum Zeitpunkt der Wahlen bestanden die Vereinigten Staaten aus 50 Bundesstaaten. (Hawaii war inzwischen neu hinzugekommen. Für den ebenfalls neuen Staat Alaska war bereits zwei Jahre zuvor ein Kongressabgeordneter gewählt worden). Die Zahl der zu wählenden Abgeordneten lag vorübergehend bei 437 (eine Anpassung der Abgeordnetenzahl auf die reguläre Zahl von 435 erfolgte erst mit den Wahlen des Jahres 1962). Die Sitzverteilung basierte auf der Volkszählung von 1950. Die Kongresswahlen von 1960 waren die ersten, die in allen heute bestehenden 50 Bundesstaaten stattfanden.
Bei den Wahlen verloren die Demokraten 18 Sitze im Vergleich zur letzten Wahl im Jahr 1958. Trotzdem konnten sie mit 264 Mandaten ihre absolute Mehrheit klar behaupten. Die Republikaner holten entsprechend auf, blieben aber in der Minderheit. Der leichte Umschwung war unter anderem auf eine Erholung von einer Wirtschaftskrise zurückzuführen. Ein innenpolitisch wichtiges Thema war der Konflikt um die Aufhebung der Rassentrennung und die Integration der Afroamerikaner in Institutionen, die bisher nur Weißen vorbehalten waren.
Vor allem in den Südstaaten knüpften Gesetze das Wahlrecht an ein bestimmtes Mindest-Steueraufkommen. Dadurch wurden ärmere Weiße, vor allem aber viele Afroamerikaner vom Wahlrecht ausgeschlossen. Diese Einschränkungen wurden mehr und mehr kritisiert, galten aber noch in weiten Teilen bis zur Verabschiedung des 24. Zusatzartikel zur Verfassung der Vereinigten Staaten im Jahr 1964.

## Wahlergebnis
- Demokratische Partei 264 (282) Sitze
- Republikanische Partei 173 (153) Sitze
- Sonstige: 0 (1)

Gesamt: 437 (436)
In Klammern stehen die Ergebnisse der letzten Wahl zwei Jahre zuvor. Veränderungen im Verlauf der Legislaturperiode, die nicht die Wahlen an sich betreffen, sind bei diesen Zahlen nicht berücksichtigt, werden aber im Artikel über den 87. Kongress im Abschnitt über die Mitglieder des Repräsentantenhauses bei den entsprechenden Namen der Abgeordneten vermerkt. In den Quellen kommt es gelegentlich zu unterschiedlichen Angaben, da Veränderungen während der Legislaturperiode nicht einheitlich in die Zahlen eingearbeitet wurden.

## Weblink
- Party Divisions